# Trabia
Trabia là một thành phố và cộng đồng (comune) thủ phủ tỉnh Palermo trong vùng Sicilia miền nam nước Ý.
Đô thị Trabia có diện tích ki lô mét vuông, dân số thời điểm năm 31 tháng 5 năm 2005 là 8865 người.
Đô thị Trabia có các đơn vị dân cư (frazioni) sau:
Các đô thị giáp ranh: 